# Mark J. Sullivan
Mark J. Sullivan (Arlington, Massachusetts), je bývalý ředitel Tajné služby Spojených států.

## Životopis
Pochází z rodiny šesti dětí a je nejstarší, ženatý, má tři dcery.
Je bakalářem trestního soudnictví z arlingtonské katolické vysoké školy.

## Kariéra uTajné služby USA
Agent od roku 1983 pobočka Detroit, roku 1990 Washington D.C. roku 1991 u prezidentské ochranky. 1997–1998 Columbus, Ohio. Od 1999 opět u prezidentské ochranky 1998–1999 u padělatelské divize.
Od 31. května 2006 do 27. března 2013 byl ředitelem Tajné služby USA, jeho nástupkyní se stala historicky první žena ve funkci Julia Piersonová.